# Holophryxus quadratahumerale
Holophryxus quadratahumerale är en kräftdjursart som först beskrevs av Schultz 1978.  Holophryxus quadratahumerale ingår i släktet Holophryxus och familjen Dajidae.
Artens utbredningsområde är havet utanför Chile. Inga underarter finns listade i Catalogue of Life.